# Venice (Floryda)
Venice – miasto w Stanach Zjednoczonych, w stanie Floryda, w hrabstwie Sarasota.